# Rie Kimura
Rie Kimura (木村 理恵, 30 de juliol de 1971) és una exfutbolista japonesa.

## Selecció del Japó
Va debutar amb la selecció del Japó el 1996. Va disputar 21 partits amb la selecció del Japó.

## Estadístiques
| Selecció del Japó | Selecció del Japó | Selecció del Japó |
| Anys              | Partits           | Gols              |
| ----------------- | ----------------- | ----------------- |
| 1996              | 2                 | 0                 |
| 1997              | 0                 | 0                 |
| 1998              | 0                 | 0                 |
| 1999              | 6                 | 0                 |
| 2000              | 6                 | 0                 |
| 2001              | 7                 | 0                 |
| Total             | 21                | 0                 |